# Feld Entertainment
Feld Entertainment est une entreprise américaine créée en 1967 par Irvin Feld (1918-1984), spécialisée dans les spectacles sur scène, sur glace, de cirque et motorisés.

## Historique
À l'automne 1967, Irving Feld, son frère Israel Feld et le juge texan Roy Mark Hofheinz, soutenus par Richard C. Blum, fondateur de Blum Capital, achètent à la famille Ringling le célèbre Ringling Bros. and Barnum & Bailey Circus pour 8 millions de dollars,,.
En 1970, Kenneth Feld, fils d'Irvin, entre dans la société et en deviendra le P.-D.G. en 1984 à la mort de son père.
En 1981, Feld Entertainment obtient de la Walt Disney Company les droits internationaux pour des spectacles de patinages sur glace avec les personnages Disney, le premier spectacle Disney on Ice est présenté la même année.
En 1990, la société devient le producteur du duo Siegfried et Roy au casino The Mirage à Las Vegas.
En janvier 2017, Kenneth Feld, pointant une baisse de fréquentation et des frais d'exploitation élevés, annonce la fermeture du Ringling Bros. and Barnum & Bailey Circus pour mai 2017, après 146 ans d'activité.

## Productions
- Ringling Bros. and Barnum & Bailey Circus
- Spectacles Disney
  - Disney on Ice
  - Disney Live
- Siegfried & Roy (1990-2005) au casino The Mirage
- Spectacles motorisés
  - Arenacross
  - Monster Jam
  - Nuclear Cowboyz
  - Gravity Slashers
  - Supercross Online
  - NitroJam
  - Superbullseries
  - ussx